# Rainsong
Rainsong — американська компанія, що виробляє акустичні гітари класу hi-end. Відмінною особливістю гітар Rainsong є те, що їх корпус зроблений цілком з вуглеволокна. Такі гітари мають характерне пізнаване звучання, чистий верхній діапазон та багаті баси, крім того вони звучать голосніше гітар, зроблених з дерева. Модельний ряд включає 6-і 12-струнні гітари різного розміру.
Компанія Rainsong спочатку базувалася на Гаваях — острів Мауї. 2001 року вона переїхала в Вудінвіль, штат Вашингтон, де і розташовується по теперішній час.